# Robô agrícola

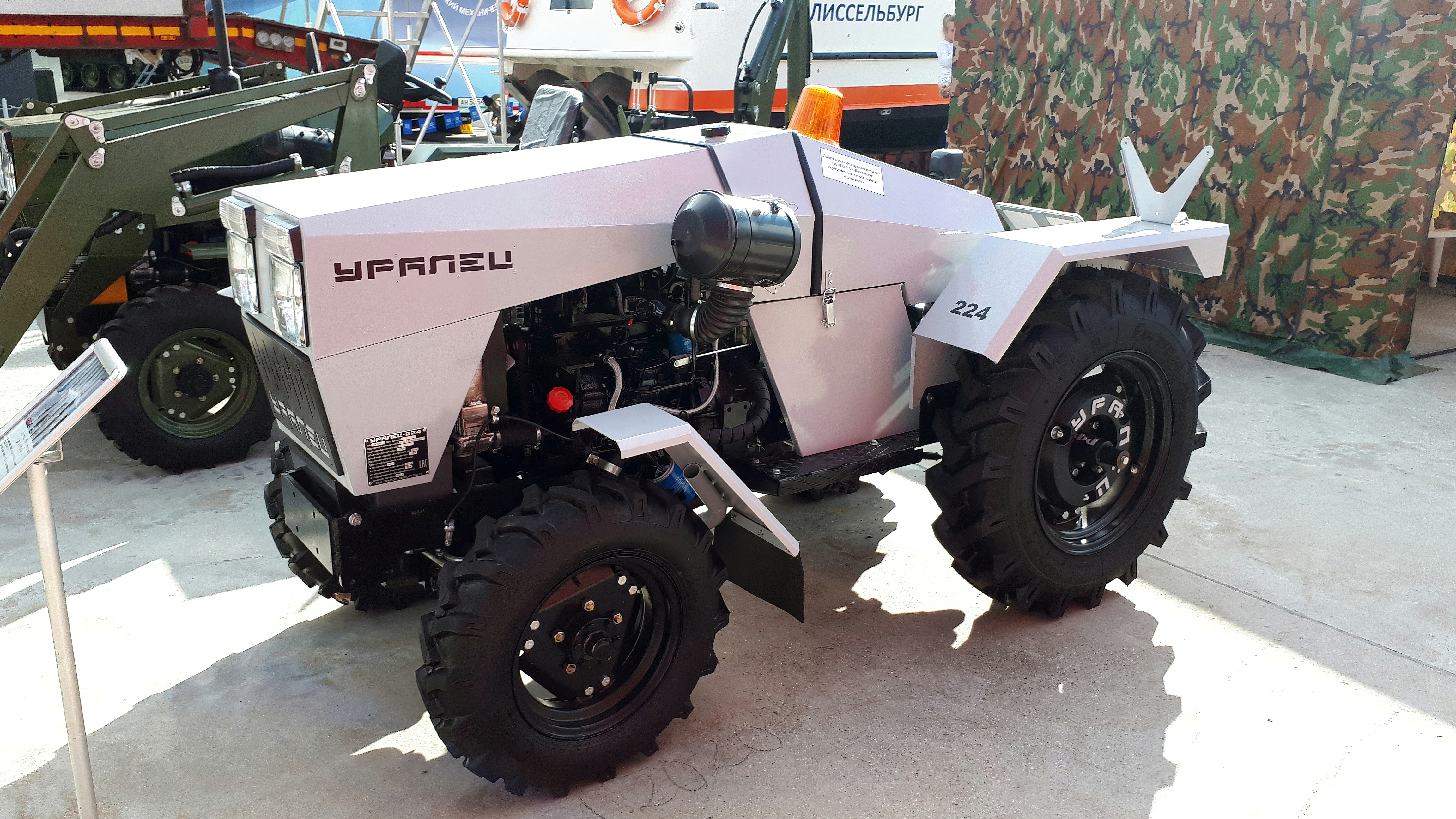
Trator não tripulado "Uralets-224" na exposição "Armiya-2020".

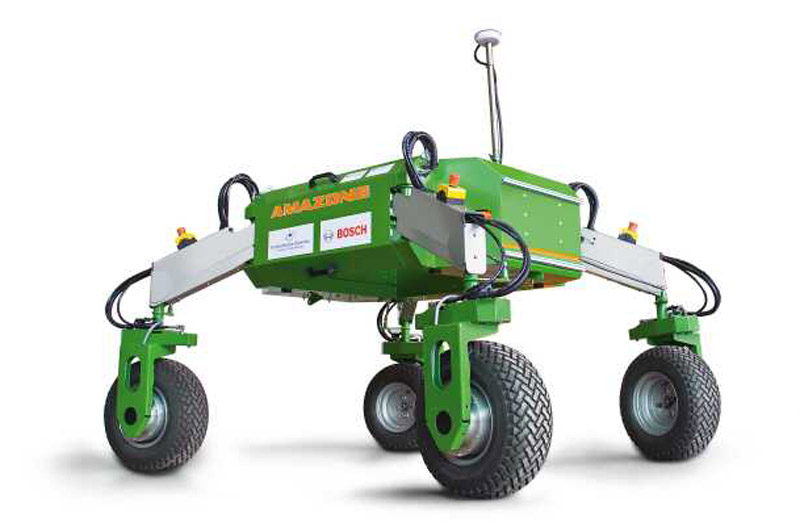
BoniRob: protótipo de um robô agrícola autônomo da Amazonen-Werke.

Um robô agrícola ou agribot é um robô que possui aplicações na agricultura.
Os robôs agrícolas são mais empregados época de colheita. Há robôs especializados na colheita dos frutos, capina, poda, lavoura, irrigação, monitoramento, aragem, pulverização e tosquia de ovelhas, todos projetados para substituir o trabalho humano. A agroindústria está defasada no uso de robôs em suas atividades, comparada à indústria, onde o uso dos robôs é feito em todos os estágios produtivos. Um dos desafios é tornar os robôs especializados para executar tarefas mais delicadas, como a colheita somente dos frutos de tamanho e cor desejável.

## Exemplos

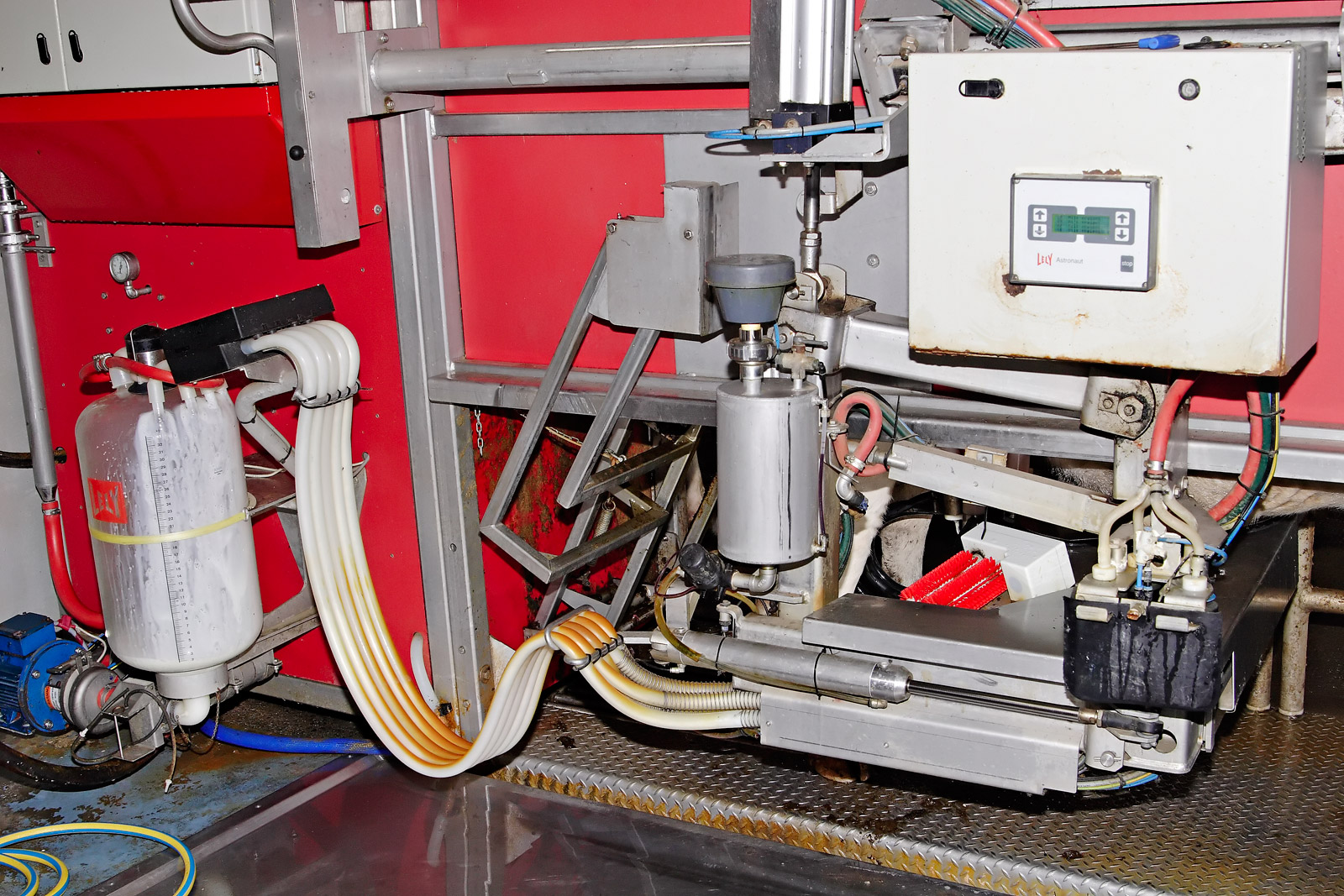
O robô ordenhador Astronaut da Lely.

- Ag Ant, um robô de preço acessível que colabora em atividades agrícolas.[1]
- Oracle Robot[2]
- Shear Magic Robot[3]
- Fruit Picking Robot[4]
- AgBot[5][6]
- Harvest Automation - uma companhia formada por antigos empregados da iRobot para desenvolver robôs para estufas[7]
- Strawberry picking robot - de Robotic Harvesting[8] e Agrobot.[9]
- Próxima geração do robô arador Casmobot[10]
- Fieldrobot Event - competição de robôs agrícolas móveis[11][12]
- HortiBot - robô horticultor[13],